# De Vijf Zintuigen
De Vijf zintuigen is de eerste single van Het Huis Anubis en de Vijf van het Magische Zwaard, de spin-off van Het Huis Anubis. Dit nummer wordt tevens gebruikt als titelsong voor deel 1. De single werd uitgebracht op 15 maart 2010. Het nummer was echter wel al eerder op internet te vinden. Dit kwam doordat er bij de persconferentie van Het Huis Anubis en de Vijf van het Magische Zwaard ook al exemplaren werden uitgedeeld.

## Tracklist
1. "De vijf zintuigen"
2. "De vijf zintuigen" - instrumentaal

## Uitvoerders
- Sanne-Samina Hanssen (Anastacia)
- Alex Molenaar (Pim)
- Jennifer Welts (Sterre)
- Juliann Ubbergen (Marcel)
- Roel Dirven (Raphael)

- Backing vocals: Stef Caers en Jody Pijper
- Tekst: Gert Verhulst en Hans Bourlon
- Muziek: Johan vanden Eede
- Musici
  - Chris Peeters (gitaren)
  - Yannic Fonderie en Johan Vanden Eede (synths & keyboards)
- Opname en mix: Peter Bulkens

## Hitnotering
| "De Vijf Zintuigen" in de Nederlandse Single Top 100 binnen: 27-03-2010 | "De Vijf Zintuigen" in de Nederlandse Single Top 100 binnen: 27-03-2010 | "De Vijf Zintuigen" in de Nederlandse Single Top 100 binnen: 27-03-2010 | "De Vijf Zintuigen" in de Nederlandse Single Top 100 binnen: 27-03-2010 | "De Vijf Zintuigen" in de Nederlandse Single Top 100 binnen: 27-03-2010 | "De Vijf Zintuigen" in de Nederlandse Single Top 100 binnen: 27-03-2010 | "De Vijf Zintuigen" in de Nederlandse Single Top 100 binnen: 27-03-2010 | "De Vijf Zintuigen" in de Nederlandse Single Top 100 binnen: 27-03-2010 | "De Vijf Zintuigen" in de Nederlandse Single Top 100 binnen: 27-03-2010 | "De Vijf Zintuigen" in de Nederlandse Single Top 100 binnen: 27-03-2010 | "De Vijf Zintuigen" in de Nederlandse Single Top 100 binnen: 27-03-2010 |
| Week                                                                    | 1                                                                       | 2                                                                       | 3                                                                       | 4                                                                       | 5                                                                       | 6                                                                       | 7                                                                       | 8                                                                       | 9                                                                       | 10                                                                      |
| ----------------------------------------------------------------------- | ----------------------------------------------------------------------- | ----------------------------------------------------------------------- | ----------------------------------------------------------------------- | ----------------------------------------------------------------------- | ----------------------------------------------------------------------- | ----------------------------------------------------------------------- | ----------------------------------------------------------------------- | ----------------------------------------------------------------------- | ----------------------------------------------------------------------- | ----------------------------------------------------------------------- |
| Nummer                                                                  | 80                                                                      | 26                                                                      | 22                                                                      | 67                                                                      |                                                                         |                                                                         |                                                                         |                                                                         |                                                                         |                                                                         |

| "De Vijf Zintuigen" in de Vlaamse Ultratop 50 - binnen: 27-03-2010 | "De Vijf Zintuigen" in de Vlaamse Ultratop 50 - binnen: 27-03-2010 | "De Vijf Zintuigen" in de Vlaamse Ultratop 50 - binnen: 27-03-2010 | "De Vijf Zintuigen" in de Vlaamse Ultratop 50 - binnen: 27-03-2010 | "De Vijf Zintuigen" in de Vlaamse Ultratop 50 - binnen: 27-03-2010 |
| Week                                                               | 1                                                                  | 2                                                                  | 3                                                                  |                                                                    |
| ------------------------------------------------------------------ | ------------------------------------------------------------------ | ------------------------------------------------------------------ | ------------------------------------------------------------------ | ------------------------------------------------------------------ |
| Nummer                                                             | 6                                                                  | 20                                                                 | 40                                                                 | uit                                                                |